# Bob McIntyre (cestista)
Robert McIntyre, detto Bob (Queens, 23 gennaio 1944), è un ex cestista statunitense, professionista nella ABA e in Spagna.

## Carriera
Venne selezionato dai St. Louis Hawks al quarto giro del Draft NBA 1966 (34ª scelta assoluta).

## Palmarès
- Coppa dei Campioni: 1

Real Madrid: 1966-67